# Borzonasca
Borzonasca (Borzonasca /burzuˈnaska/ in ligure) è un comune italiano di 1 802 abitanti della città metropolitana di Genova in Liguria.

## Geografia fisica

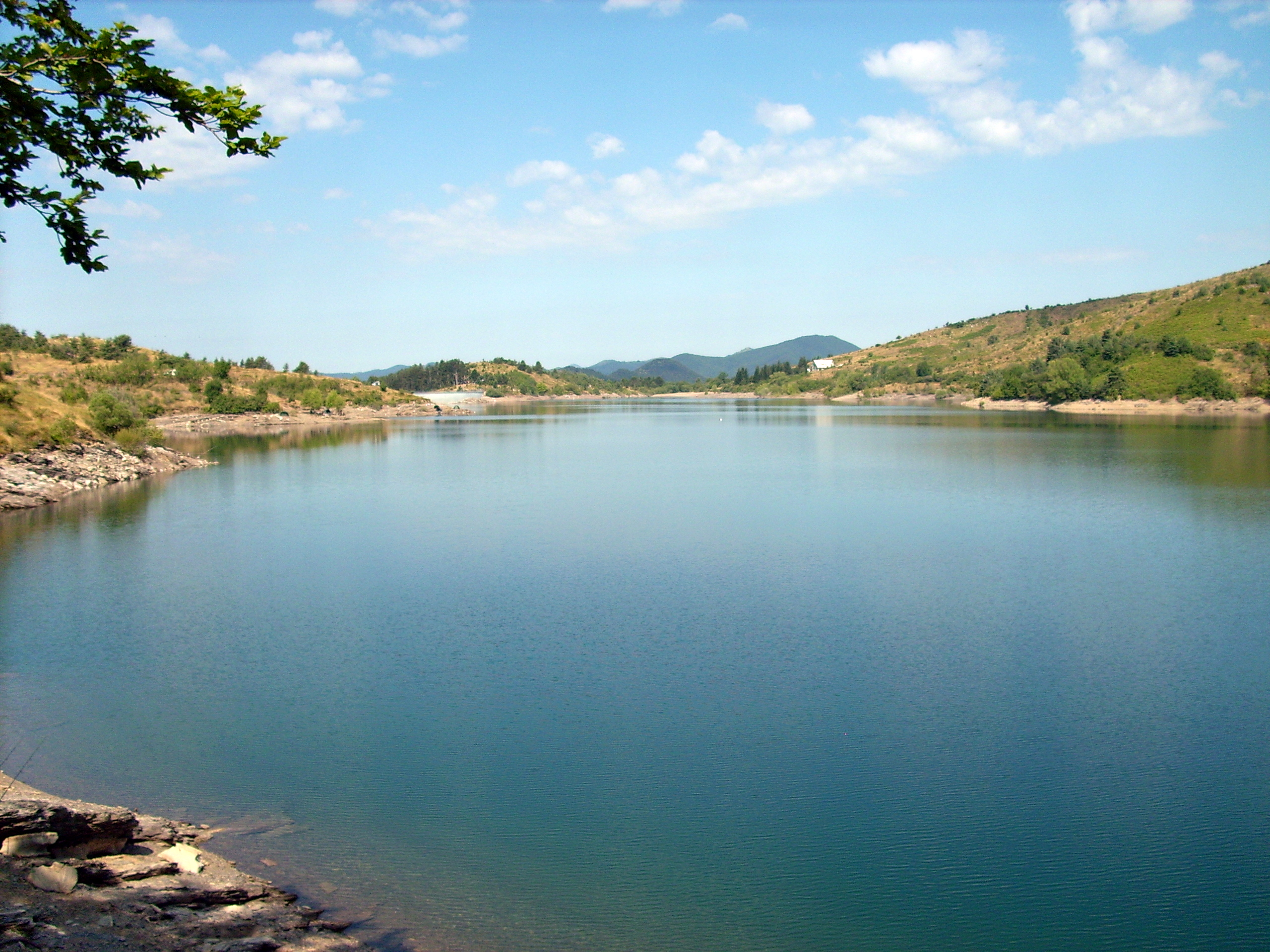
Il bacino artificiale del lago di Giacopiane

Il territorio di Borzonasca è collocato nell'alta valle Sturla nei pressi della confluenza del torrente Sturla di Carasco con il torrente Penna, a est di Genova. Attraverso il passo della Forcella (875 m) è possibile raggiungere la val d'Aveto e il territorio comunale di Rezzoaglio.
Parte del territorio comunale è compreso nei confini del Parco naturale regionale dell'Aveto.
Nelle vicinanze del comune, a 14 km a nord dal centro abitato, si trova il bacino artificiale di Giacopiane, costruito sbarrando la valle del torrente Calandrino, che fornisce una centrale idroelettrica.
Attraverso alcuni sentieri naturalistici vi è la possibilità di raggiungere diverse vette dell'Appennino ligure quali il monte Penna (1735 m), il monte Aiona (1701 m) e il monte Agugiaia (1091 m). Ai confini amministrativi tra Borzonasca e Mezzanego, presso le pendici settentrionali del monte Zatta (1.404 m), è presente un'ampia faggeta costituita da antichi esemplari.
Altre vette del territorio sono il monte Nero (1676 m), il Poggio delle Lame (1634 m), il monte delle Lame (1595 m), il monte degli Abeti (1545 m), la Rocca della Stalletta (1439 m), la Rocca dei Porcelletti (1375 m), il Bric Sassarini (1308 m), la Rocchetta (1292 m), il monte Ghiffi (1238 m), il monte Bregaceto (1172 m), il monte Gasparella (1155 m), il monte Cavallo (1092 m), il monte Bocco (1085 m), il monte Pozzale (1080 m), il monte Cucco (1051 m), la cima d'Acero (1006 m), il monte Breccalupo (937 m), il monte delle Groppe (924 m), il Bric Zolezzi (890 m), il monte Azzarino (763 m), il monte Castelletto (753 m), il monte delle Pezze (732 m), la Rocca di Borzone (715 m).

## Storia

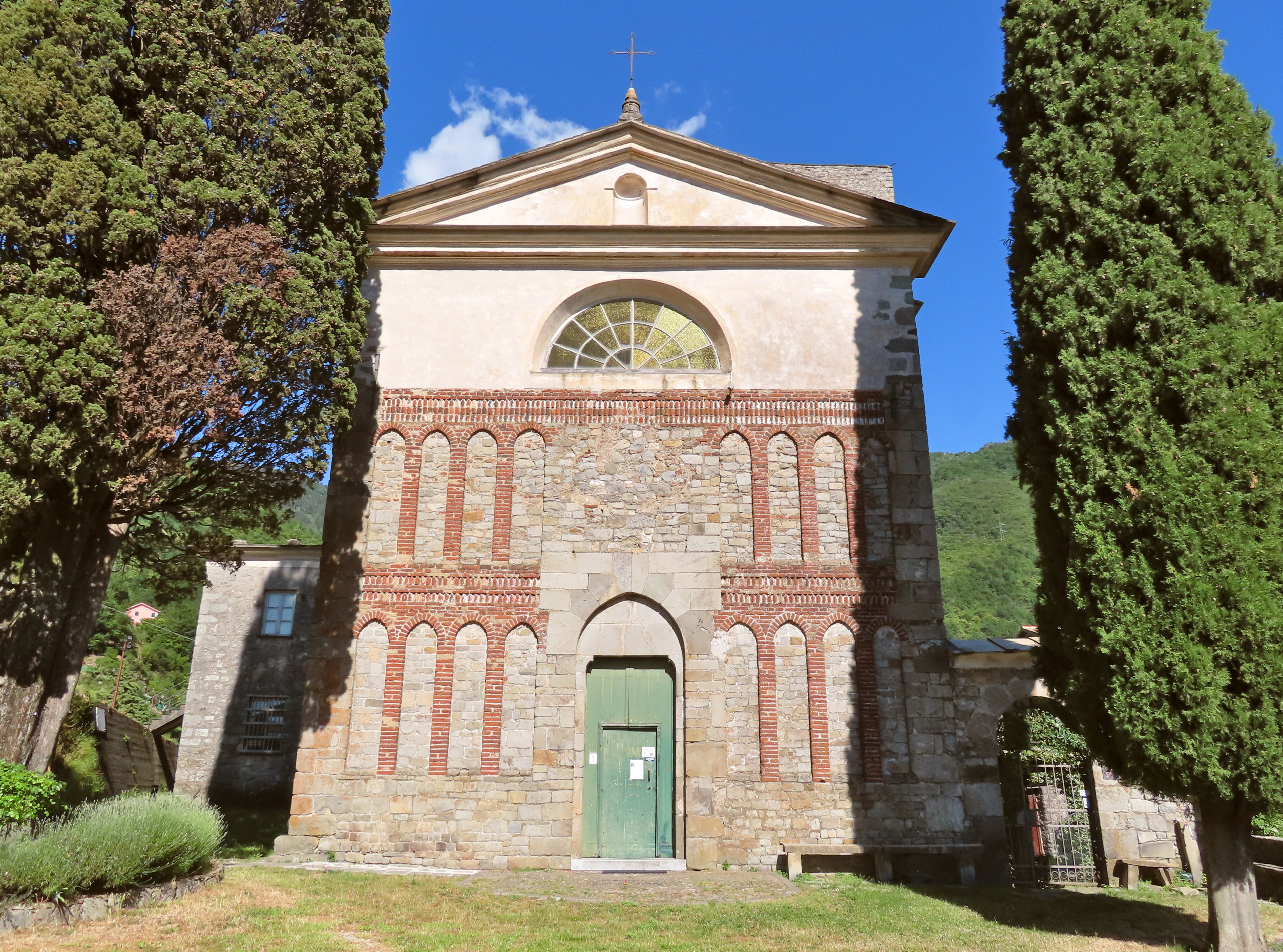
L'abbazia di Borzone presso l'omonima frazione

Borzonasca è un borgo appartenuto alla famiglia Borzone dopo aver combattuto e perso a roma con gli Orsini, si rifugiarono in questo posto
Nel vicino passo del Bocco si registrò, nel 1746, la vittoria dell'esercito franco-genovese contro le truppe austriache per il controllo del territorio (facente parte del quadro storico della guerra di successione austriaca).
Nel 1797 con la dominazione francese di Napoleone Bonaparte il territorio di Borzonasca rientrò dal 2 dicembre nel dipartimento dell'Entella, con capoluogo Chiavari, all'interno della Repubblica Ligure. Dal 28 aprile 1798 rientrò nel V cantone, come capoluogo, della giurisdizione dell'Entella e dal 1803 centro principale del I cantone dell'Entella nella giurisdizione dell'Entella. Annesso al Primo Impero francese, dal 13 giugno 1805 al 1814 venne inserito nel dipartimento degli Appennini.
Nel 1815 fu inglobato nel Regno di Sardegna, secondo le decisioni del congresso di Vienna del 1814, che sottopose la municipalità di Borzonasca nella provincia di Chiavari sotto la divisione di Genova. Dal 1859 al 1926 il territorio fu compreso nel I mandamento omonimo del circondario di Chiavari dell'allora Provincia di Genova, nel Regno d'Italia.
Dal 1973 al 30 aprile 2011 è stata la sede amministrativa e ha fatto parte della Comunità montana Valli Aveto, Graveglia e Sturla.

### Simboli
Stemma
Gonfalone
Lo stemma e il gonfalone sono stati concessi con il decreto del presidente della Repubblica del 1º dicembre 1971.

I due corsi d'acqua rappresentano lo Sturla e il Penna, mentre il motto del comune in lingua latina Omnia Vincit Labor è traducibile come "l'impegno supera ogni difficoltà".

## Monumenti e luoghi d'interesse

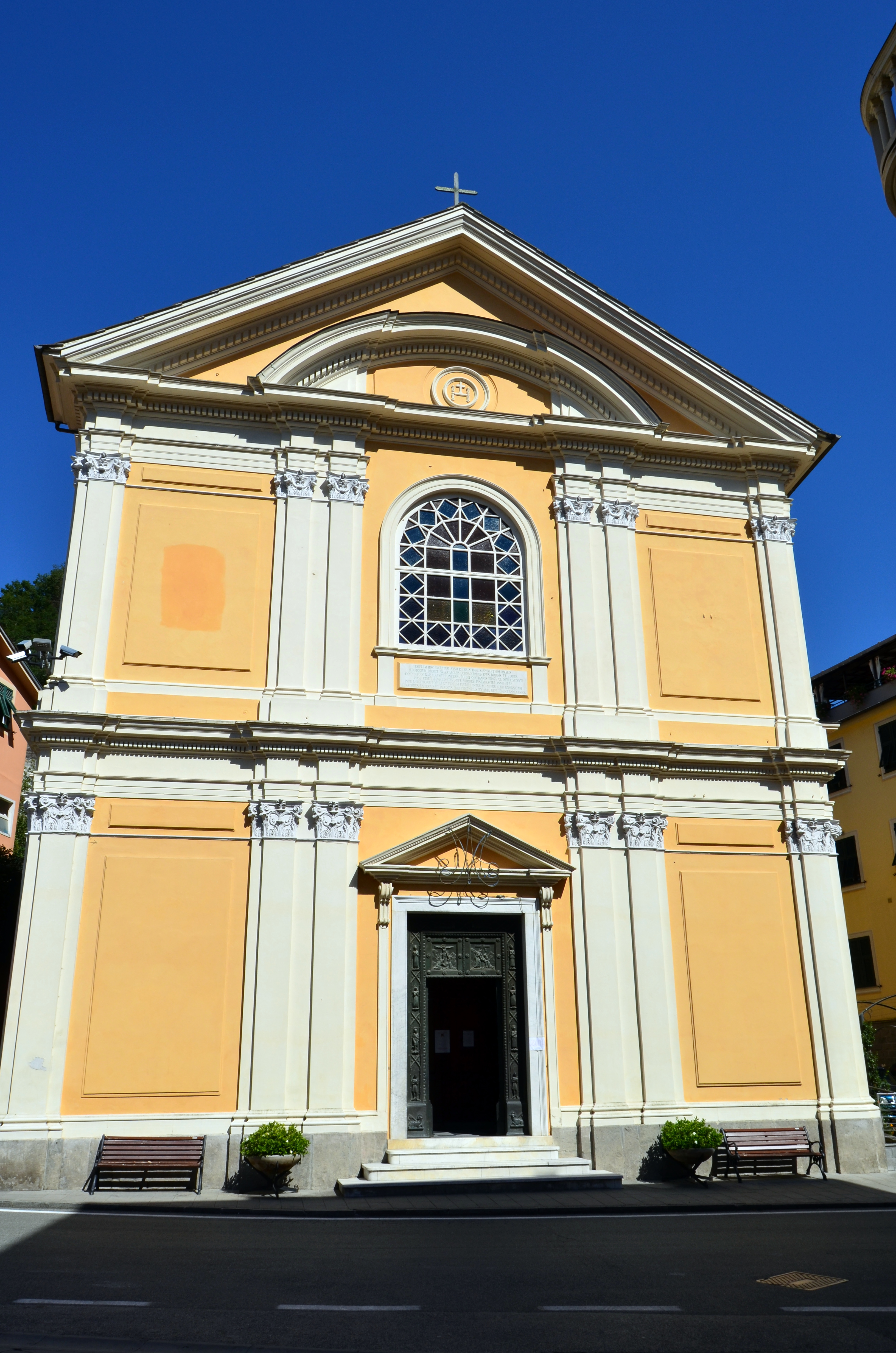
La chiesa parrocchiale di San Bartolomeo e santuario del Santissimo Crocifisso nel capoluogo

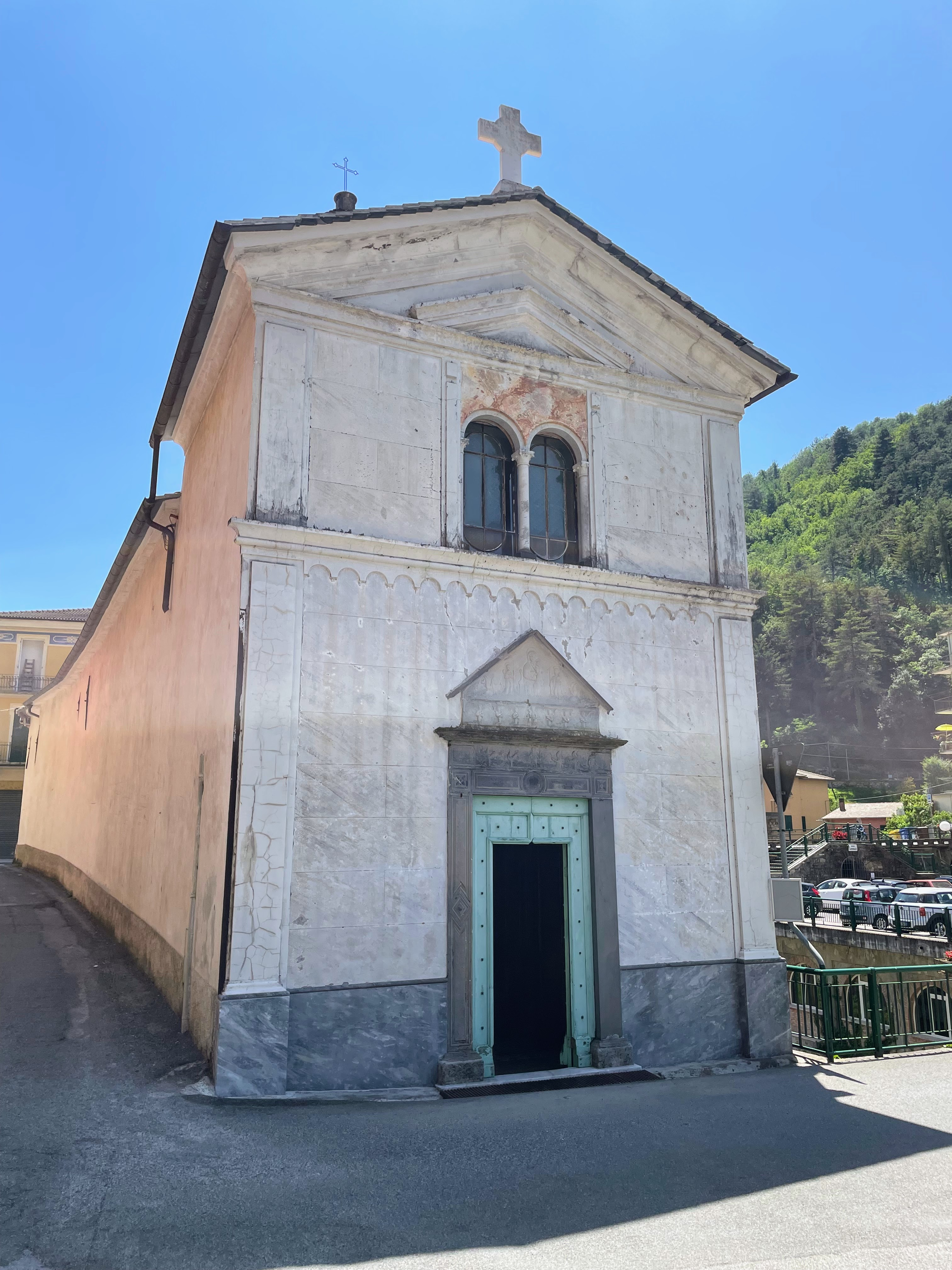
L'oratorio dei Santi Giacomo e Filippo a Borzonasca

### Architetture religiose
- Chiesa parrocchiale di San Bartolomeo e santuario del Santissimo Crocifisso nel capoluogo. La chiesa-santuario parrocchiale è ubicata al centro del paese di Borzonasca. Il crocifisso venerato, conservato nella nicchia dell'altare maggiore, secondo la tradizione fu portato dall'Oriente a seguito di una crociata. La comunità parrocchiale dipese dalla diocesi di Piacenza-Bobbio fino al 1989, anno in cui il territorio borzonaschino fu inserito nei confini della diocesi di Chiavari.
- Chiesa di Nostra Signora della Consolazione nel capoluogo, risalente al XV secolo. Sul portale è presente l'iscrizione con la data 1459 e un bassorilievo d'ardesia, nella parte sinistra della facciata, ritraente Dio creatore con angeli.
- Oratorio dei Santi Giacomo e Filippo nel capoluogo. L'antico oratorio presenta un portale risalente al 1554. Al suo interno è conservato un crocifisso ligneo che, secondo la tradizione locale, giunse dall'Oriente.
- Chiesa parrocchiale di San Rocco nella frazione di Acero Arpetta. Elevata al titolo di parrocchia dal cardinale Stefano Durazzo nel 1654 distaccandola dal controllo parrocchiale di Belpiano, la sua edificazione partì nel 1649. Nel 1822 la chiesa fu ingrandita e rifabbricata. Alla metà del XX secolo gli interni furono dipinti e decorati da Cesare Donati; il presbiterio subì un rifacimento negli anni immediatamente successivi al Concilio Vaticano II, con la demolizione dell'altare maggiore che risaliva al 1770.
- Chiesa parrocchiale di San Giovanni Battista nella frazione di Belpiano.
- Abbazia di Sant'Andrea nella frazione di Borzone. Considerato uno dei monumenti architettonici e religiosi di pregio della valle Sturla, l'abbazia è un antico edificio religioso del XII secolo. Nei pressi vi era inoltre, in località Perlezzi, un altro monastero. Costruito in stile gotico-romanico fu fondato precedentemente nel 714 e nel 1910 dichiarato monumento nazionale italiano.
- Chiesa parrocchiale di Santa Margherita nella frazione di Brizzolara. La comunità parrocchiale, matrice della parrocchia di Borzonasca, fu costituita nel 1912 e dipese dalla diocesi bobbiese fino al 1989.
- Chiesa di San Rocco nella località di Campori, risalente al XVIII secolo.
- Chiesa parrocchiale dei Santi Vincenzo e Anastasio nella frazione di Caregli. La comunità parrocchiale fu costituita nel XV secolo, probabilmente matrice della parrocchia di Borzonasca, fu dipendente anch'esso dall'abbazia di San Colombano prima e dalla diocesi di Bobbio fino al 1989.
- Chiesa di Sant'Andrea nella località di Gazzolo, risalente al XVIII secolo.
- Chiesa-santuario del Sacro Cuore di Gesù nella località di Giaiette.
- Chiesa parrocchiale di San Lorenzo nella frazione di Levaggi.
- Oratorio della Madonna del Soccorso nella frazione di Levaggi, risalente al XV secolo e già antico ospizio per viandanti e pellegrini.
- Cappella di Sant'Antonio delle Canate nella frazione di Levaggi. Edificio edificato al XV secolo, si trova nelle vicinanze dei resti del castello di Levaggi. Il restauro di un suo dipinto ha permesso il ritrovamento, nelle fasi di distacco dal muro, di un affresco quattrocentesco ritraente la Madonna del Latte con i santi Antonio ed Egidio.
- Chiesa parrocchiale di San Martino nella frazione di Montemoggio.
- Chiesa di Nostra Signora della Visitazione nella località di Perlezzi, risalente al XVIII secolo.
- Chiesa parrocchiale di Santa Maria Assunta nella frazione di Prato Sopralacroce.
- Oratorio di San Giacomo nella frazione di Prato Sopralacroce.
- Chiesa di San Martino di Licciorno nella frazione di Prato Sopralacroce.
- Chiesa di San Pietro nella località di Recroso, risalente all'XI secolo.
- Chiesa di San Pietro nella località di Stibiveri, risalente al XVI secolo.
- Chiesa parrocchiale di Santa Maria Assunta nella frazione di Temossi. La sua parrocchia fu costituita nel XIII secolo e assoggettata alle dipendenze della comunità parrocchiale di Borzone. Fu nominata a prevostura il 29 agosto del 1882.
- Chiesa della Natività di Maria Vergine nella località di Vallepiana. L'impianto è risalente al periodo medievale.
- Chiesa di Nostra Signora di Caravaggio nella località di Zanoni.

### Architetture civili
- Villa Jensy nella frazione di Bertigaro. La villa, trasformata a metà del XX secolo in albergo e oggigiorno di nuovo residenza privata, ma molto rimaneggiata, venne costruita dal generale austriaco Jensy alla fine dell'Ottocento come base per battute di caccia. Ricevette la visita, pochi anni dopo, della Regina Margherita di Savoia; l'evento è tramandato oralmente nel villaggio anche per il picnic offerto dalla famiglia Cella sui prati intorno alla vicina Prorè.
- Monumento alla Resistenza al passo della Forcella, opera di Nicola Neonato, dedicata ai partigiani e alle popolazioni contadine che li sostennero durante la lotta di Liberazione.

### Aree naturali
Nel territorio comunale di Borzonasca è presente e preservato un sito di interesse comunitario per il suo particolare interesse naturale e geologico. Il sito è collocato tra la città metropolitana di Genova e la provincia della Spezia - condiviso tra i comuni di Borzonasca, Mezzanego, Ne e Varese Ligure - e che comprende l'area del monte Zatta, passo del Bocco, passo Chiapparino e il monte Bossea per una superficie di oltre tremila ettari.
A Bertigaro la "cascata del fantasma". La cascata si forma solamente nel periodo invernale, quando le temperature sono rigide, per un salto di circa 60 metri.

### Reperti archeologici

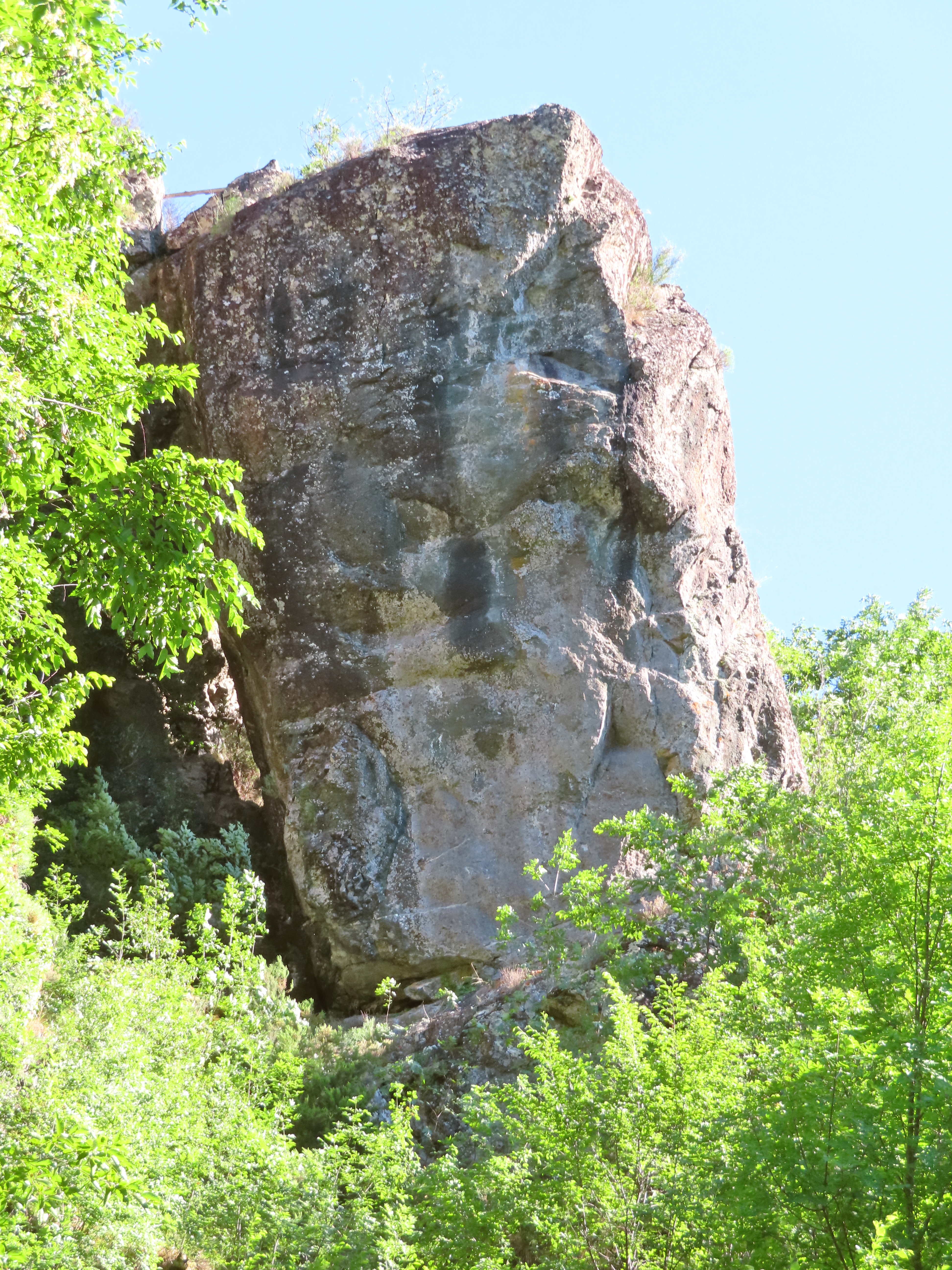
Il volto megalitico di Borzone

#### Megalitico di Borzone
L'incisione è situata presso la frazione di Borzone a metà strada tra la locale abbazia e il paese di Borzonasca. Considerata una delle incisioni e sculture rupestri più grandi d'Italia ed Europa potrebbe essere risalente al paleolitico. Una leggenda locale afferma che una volta all'anno i monaci della vicina abbazia si recassero davanti alla scultura per venerarla.

#### Pian dei Costi
Nei pressi tra Case Dorbora e il monte Pezze è stato recentemente rinvenuto un antico insediamento che si sviluppò, secondo gli studi, tra il XV e il XVIII secolo. Le abitazioni sono a pianta rettangolare su un solo piano e per i principali materiali di costruzione fu utilizzata pietra locale di medie e grosse dimensioni. Nelle pavimentazioni dei tre edifici scavati rinvenuti, in acciottolato, sono state trovate tracce di focolari facendo presupporre un uso del fuoco per il riscaldamento o per la panificazione. Un altro edificio presenta invece un pavimento di terra battuta e altri stili richiamante il possibile uso come stalla o ricovero per il bestiame.
All'interno sono stati rinvenuti oggetti in ceramica, un rosario femminile in perline di pasta vitrea e osso, e una piccola cornice; proprio la datazione delle ceramiche ha permesso di valutare l'abbandono dell'insediamento nella prima metà del Settecento.

## Società

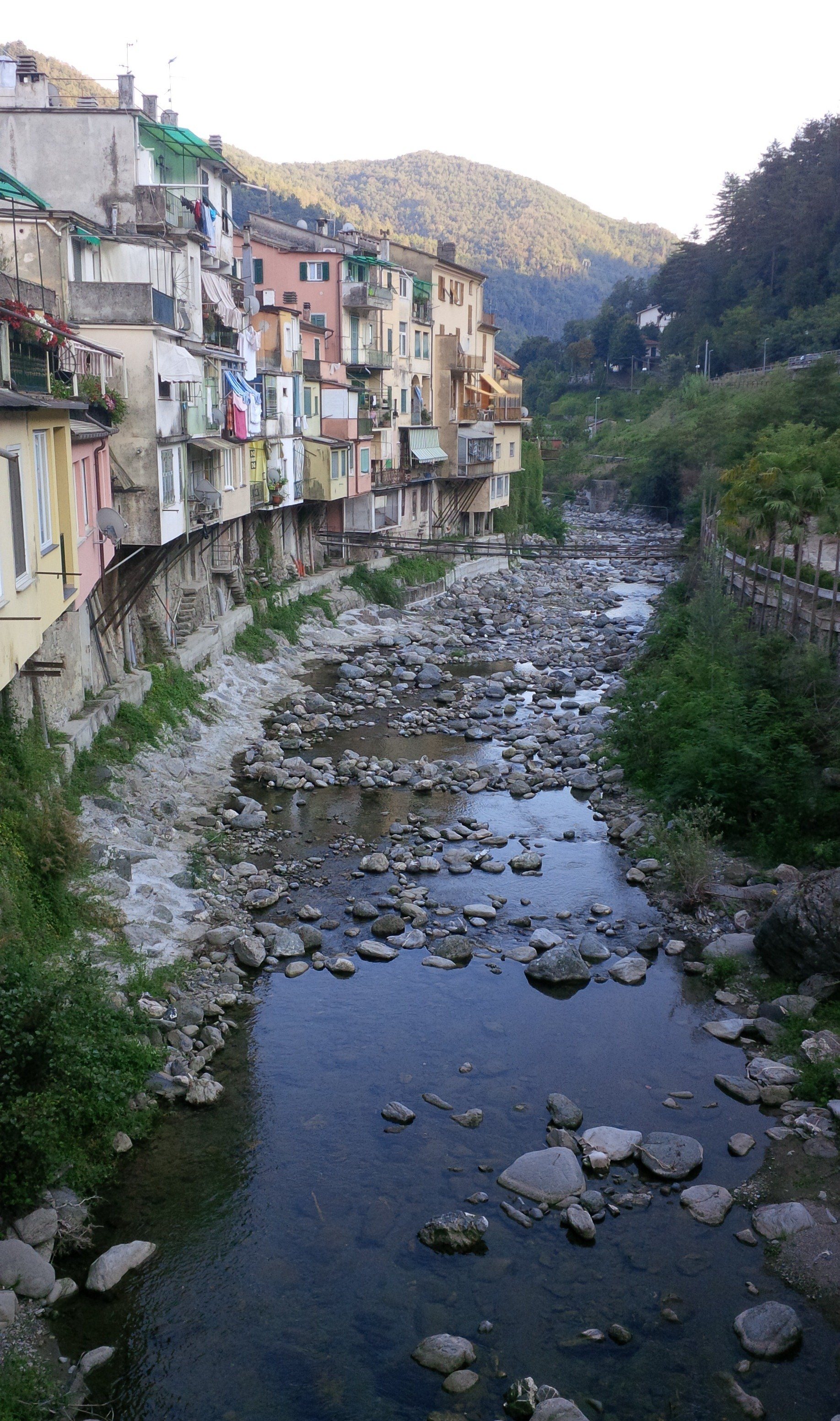
Lo Sturla di Carasco presso l'abitato borzonaschese

### Evoluzione demografica
Abitanti censiti

### Etnie e minoranze straniere
Secondo i dati Istat al 31 dicembre 2022, i cittadini stranieri residenti a Borzonasca sono 154, così suddivisi per nazionalità, elencando per le presenze più significative:
1. Albania, 59

## Cultura

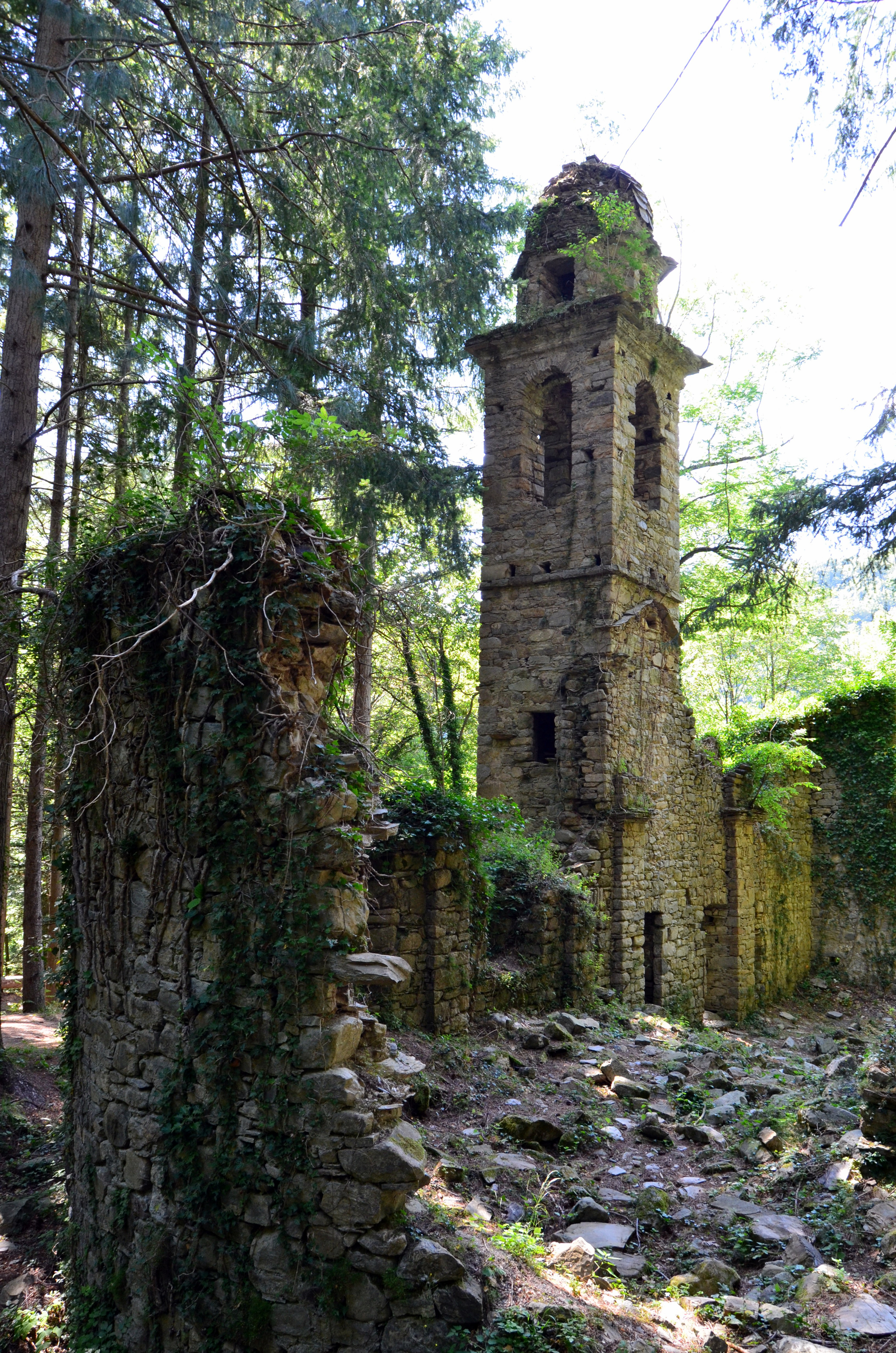
I ruderi della chiesa di San Martino di Licciorno presso Prato Sopralacroce

### Cucina
Nel territorio di Borzonasca viene prodotto un caratteristico biscotto di pasta frolla, simile al canestrello, chiamato "rotella" (roëtta nel dialetto locale) per la sua forma dentellata e simile ad una piccola ruota. La preparazione e il suo confezionamento si sono mantenute costanti nel tempo dal 1870.
Di particolare importanza è la produzione di farina di castagna nella frazione di Montemoggio con la presenza di alcuni castagneti con certificazione biologica. Questo prodotto è principalmente utilizzato per la preparazione di frittelle, castagnaccio, polenta, pasta e gnocchi.
Inoltre è famosa la baciocca una torta di patate tagliate a fette con lardo, olio cipolla e sfoglia sotto e sul bordo.

### Eventi
Il 27 luglio del 2008, grazie alla collaborazione di tre panifici del territorio, Borzonasca ha stabilito il record mondiale gastronomico della focaccia genovese più lunga del mondo. I vari pezzi di focaccia sono stati tra di loro incollati con un'apposita colla per cucina, così come prefiggeva il regolamento, e dislocati su teglie lungo il centro storico del paese. La misurazione, effettuata con opportuni strumenti da esperti, è risultata essere di 807 m di focaccia anziché i 813 m calcolati dagli organizzatori dell'evento. Per la preparazione sono stati utilizzati 300 kg di farina e 150 l d'acqua.

## Geografia antropica
Il territorio comunale è formato dalle frazioni di Acero, Brizzolara, Belpiano, Borzone, Caregli, Levaggi, Montemoggio, Sopralacroce e Temossi, per un totale di 80,51 km2, il terzo per estensione del territorio metropolitano dopo il capoluogo ligure e Rezzoaglio. Inoltre fanno parte le seguenti località di Barca di Gazzolo, Belvedere, Bertigaro, Bevena, Campori, Campori Basso, Caroso, Castagnello, Gazzolo, Giaiette, Montemozzo, Perlezzi, Recroso, Stibiveri, Prorè, Vallepiana, Zanoni e Zolezzi.
Confina a nord con i comuni di Rezzoaglio e Santo Stefano d'Aveto, a sud con Mezzanego e Ne (grazie alla posizione non continua al resto del comune della località di Giaiette, già posta in val di Taro), ad ovest con San Colombano Certenoli e ad est con i comuni di Tornolo (PR) e Varese Ligure (SP).

## Economia
L'attività economica del comune si basa sull'agricoltura e sul turismo.

## Infrastrutture e trasporti

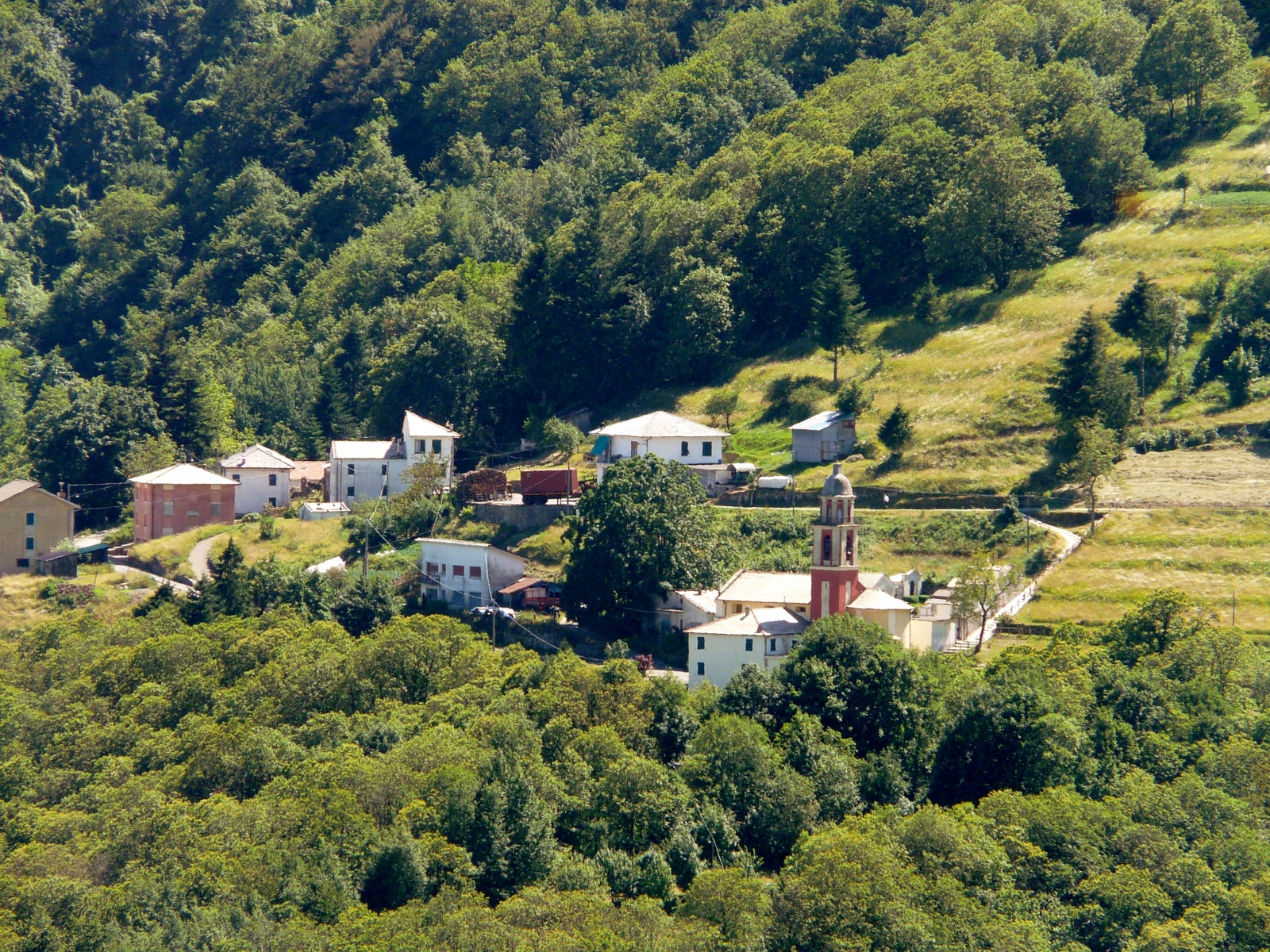
Panorama della frazione di Acero

### Strade
Il centro di Borzonasca è attraversato principalmente dalla strada statale 586 della Valle dell'Aveto che gli permette il collegamento stradale con Mezzanego, a sud, e Rezzoaglio a nord. Dal bivio presso la frazione di Borgonovo Ligure, nel comune di Mezzanego e sempre sulla SP586, dipartono diversi collegamenti stradali provinciali che attraverso il passo del Bocco e il passo dei Ghiffi permettono di raggiungere la val di Vara (provincia della Spezia) e la val di Taro in provincia di Parma nell'Emilia-Romagna.
Il territorio di Borzonasca è anche attraversato dalla strada provinciale 26 bis di Valmogliana per raggiungere le frazioni di Montemoggio e Gaiette; la strada provinciale 49 di Sopralacroce che a Borzonasca si ricollega con la SS 586; la strada provinciale 27 di Cassego.

### Mobilità urbana
Da Chiavari un servizio di trasporto pubblico locale gestito dall'AMT garantisce quotidiani collegamenti bus con Borzonasca e per le altre località del territorio comunale.

## Amministrazione

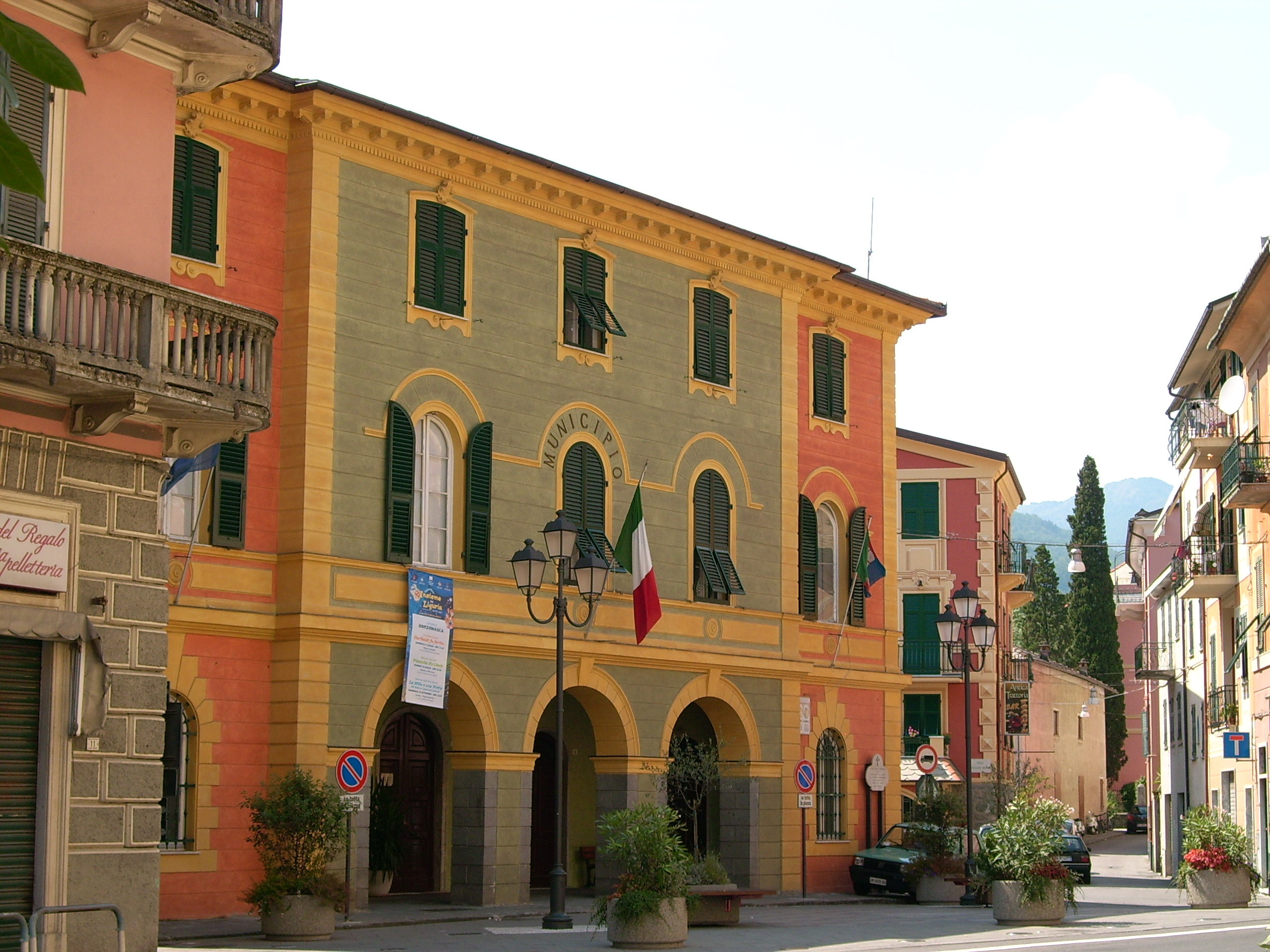
Il municipio

| Periodo        | Periodo        | Primo cittadino    | Partito                                                    | Carica  | Note |
| -------------- | -------------- | ------------------ | ---------------------------------------------------------- | ------- | ---- |
| 19 luglio 1989 | 25 maggio 1990 | Umberto Feci       | DC                                                         | Sindaco |      |
| 25 giugno 1990 | 24 aprile 1995 | Giuseppino Maschio | PSI                                                        | Sindaco |      |
| 24 aprile 1995 | 14 giugno 1999 | Giuseppino Maschio | lista civica di centro-sinistra                            | Sindaco |      |
| 14 giugno 1999 | 14 giugno 2004 | Giuseppino Maschio | lista civica di centro-sinistra                            | Sindaco |      |
| 14 giugno 2004 | 8 giugno 2009  | Ivo Pattaro        | Rinnovamento e progresso (lista civica di centro-sinistra) | Sindaco |      |
| 8 giugno 2009  | 26 maggio 2014 | Giuseppino Maschio | Rinnovamento e progresso (lista civica di centro-sinistra) | Sindaco |      |
| 26 maggio 2014 | 27 maggio 2019 | Giuseppino Maschio | Rinnovamento e progresso (lista civica di centro-sinistra) | Sindaco |      |
| 27 maggio 2019 | 10 giugno 2024 | Giuseppino Maschio | Rinnovamento e progresso (lista civica di centro-sinistra) | Sindaco |      |
| 10 giugno 2024 | in carica      | Giuseppino Maschio | Rinnovamento e progresso (lista civica di centro-sinistra) | Sindaco |      |

### Altre informazioni amministrative
Borzonasca ha fatto parte fino a dicembre 2023 dell'Unione dei comuni montani Le Valli dell'Entella, di cui Borzonasca ne ospitava la sede.

## Sport
A Borzonasca, presso il passo del Bocco, si è conclusa la 18ª tappa del Giro d'Italia del 1994, partita da Chiavari e vinta da Evgenij Berzin.